# Jean Teulé
Jean Teulé (Saint-Lô, 1953. február 26. – Párizs, 2022. október 18.) francia író, képregényíró, forgatókönyvíró.

## Könyvei
- Bloody Mary (1984)
- Filles de nuit (1985)
- Sita-Java (1986)
- Gens de France (1988)
- Zazou! (1988)
- Gens d'ailleurs (1993)
- Rainbow pour Rimbaud (1991)
- L'Œil de Pâques (1992)
- Ballade pour un père oublié (1995)
- Darling (1998)
- Bord cadre (1999)
- Longues Peines (2001)
- Les Lois de la gravité (2003)
- Ô Verlaine! (2004)
- Je, François Villon  (2006)
- Le magasin des suicides (2007)
- Le Montespan (2008)
- Mangez-le si vous voulez (2009)

## Filmjei
- Jamais battu! (1982, rövidfilm, forgatókönyvíró)
- Lire (1986, tv-sorozat, két epizód, forgatókönyvíró)
- Romaine, un jour où ça va pas... (1989, rövidfilm, színész)
- Rainbow pour Rimbaud (1996, forgatókönyvíró, rendező)
- Romaine (1997, színész)
- Rejtély (Caché) (2005, színész)
- Darling (2007, regénye alapján, színész is)
- Je, François Villon, voleur, assassin, poète (2010, tv-film, regénye alapján)
- Le magasin des suicides (2012, regénye alapján)
- Sophie Marceau and Miou-Miou in Arrêtez-moi (2013, regénye alapján)
- Fleur de tonnerre (2016, regénye alapján)